# Бессарабська Народна Республіка
Бессарабська Народна Республіка (БНР) (рос. Бессарабская Народная Республика) — незаконне сепаратистсько-терористичне угруповання, яке діяло у 2014–2015 роках і намагалося насильницько-збройним шляхом встановити свою владу в окремих районах Одеської області України і претендувало на визнання підконтрольної території як держави. Організація була ліквідована СБУ.

## Історія

### «Народна рада Бессарабії», «Бессарабська Народна Республіка» та «Народна Республіка Буджак»
Після Одеської трагедії у 2014 році була створена так звана «Народна рада Бессарабії» у якої на меті було забезпечити у Бессарабії «національно-культурну автономію». Під цим гаслом мала сформуватись і «Бессарабська Народна Республіка», яку мали проголосити на зібранні «Народної ради Бессарабії». Наперекір організаторам СБУ за декілька днів до зібрання вручило їм попередження і відпустило. Напередодні проведення установчого конференц-дзвінка 1 квітня 2015 року були затримані члени оргкомітету, громадські діячі Алік Вєтров, Сергій Загорюк, депутат Ренійської міськради Михайло Льовкін, а також журналіст Олена Гліщинська. Їх допитували.
Попри це, 6 квітня відбулося перше засідання, на якому офіційно представили організацію, яка мала б характер «представницького органу з метою захисту інтересів національних громад Бессарабії»
Потім 16 травня 2015 року відбулося друге засідання на якому представили законопроект про національно-культурної автономії Бессарабського краю, в результаті якого силовими відомствами було затримано 3 журналістів, які брали участь у зібранні «Народної ради».
7 червня 2015 року за участю «Народної ради Бессарабії» було проведено установчі збори сепаратистської «Народної ради Миколаєва», яку намагалися створити 7 червня в Миколаєві. Ініціаторами заходу, за даними СБУ, виступили координатор «Народної ради Бессарабії» по зв'язках з громадськістю Анжеліка Шапошникова з Одеси і ще один член «Народної ради Бессарабії» з Одеси, представлений як журналіст інтернет-видання «Подробиці. МК» — скандальний шоумен Довлатов Євген (справжнє прізвище Василькевич Євген Владиславович). Співголовами «Миколаївського народної ради» були обрані вище зазначена Шапошникова і політолог Вікторія Лизнева. Усі 52 учасники були затримані співробітниками СБУ. Всі учасники заходу були встановлені та допитані як свідки. В ході слідчих дій підтвердився факт використання основної маси учасників зборів «втемну» — більшість з них взагалі були впевнені, що прийшли на семінар з мережевого маркетингу. А деяких заохотили до сепаратистської ініціативи за фінансову винагороду в розмірі 100 грн.
Як повідомили в Миколаївському обласному управлінні СБУ: «Координатором реалізації відповідного антиукраїнського проекту виступив лідер громадської організації „Союз придністровців України“, житель самопроголошеної Придністровської Молдавської Республіки Дмитро Соїн, що дає вагомі підстави для висновку про причетність до цієї підривної акції спецслужб РФ. На користь останнього факту також свідчить то обставина, що організатори вищезгаданих зборів намагалися забезпечити онлайн-трансляцію (була перервана нами на початковому етапі) з використанням сервісу Skype на електронну адресу абонента, зареєстрованого на території Російської Федерації».
16-18 червня на Одещині СБУ заблокувала спробу злочинного поширення руху «Народна Рада Бессарабії», інспіровану представниками спецслужб Росії і затримала одеського терориста. Також було проведено обшуки у ряду громадян.
26 червня 2015 року з джерел СБУ стало відомо, що нова координаторка руху «Народна Рада Бессарабії» — колишня учасниця руху «Фемен» Шевченко Віра Михайлівна (народилася 21 березня 1972 року, жителька Одеси) запланувала проведення у м. Білгород-Дністровський сепаратистського фестивалю «Перлина Бессарабії», на якому мала бути проголошена так звана «конституція Бессарабської Народної Республіки». На початку фестивалю члени «Народної Ради Бессарабії» Олексій Литвиненко, Анатолій Філатов і Надія Кулаковська планували підняти плакат з написом «Народна Рада Бессарабії».
Провокацію вдалося зупинити.
Тим не менш, попри застереження з боку СБУ, колишній підполковник придністровського козацтва і кандидат у депутати Ізмаїльської міської ради, громадянин України Олексій Литвиненко очолив проведення 28-29 жовтня 2015 року в Білгороді-Дністровському Одеської області в секретних умовах позачергового з'їзду «Народної ради Бессарабії», яку й очолив (при цьому попередня координаторка руху Віра Шевченко стала головою Одеської міської координаційної ради «Народної ради Бессарабії»). Учасники з'їзду також проголосували за декларацію, в якій, зокрема, йдеться про возз'єднання української Бессарабії з молдавською Гагаузією і відтворення республіки Буджак, та зазначалося наступне: «Ми заявляємо про своє прагнення відтворити Бессарабську республіку Буджак».
У Гагаузії 29 жовтня 2015 р. поблизу м. Комрат відбувся молодіжний мітинг в підтримку створення Бессарабської республіки Буджак, туди ж перебрався й Литвиненко. «Народна рада Бессарабії» оголосила про підготовку референдуму, в ході якого учасникам необхідно буде відповісти на питання: «Чи підтримуєте ви входження вашого району до складу Бессарабської Республіки Буджак?». Столиця нової держави буде визначена в ході всенародного референдуму, розповів «Вістям» голова Бессарабської народної ради Олексій Литвиненко.
Але вже 30 жовтня 2015 року, реагуючи на попередження з боку СБУ, лідер «Народної ради Бессарабії» Олексій Литвиненко пояснив, як треба розуміти недавні заяви організації про створення «Народної республіки Буджак», проголошену 28 жовтня 2015 року на територіях української Бессарабії та у прикордонних з нею районах Гагаузької автономії, що входить до складу Молдови: «Ми виходимо з того, що Бессарабія буде в складі України, але для цього держава Україна має там з'явитися. Сьогодні держава нас кинула, але ми прагнемо до кращого життя. В Бессарабії немає доріг, молодь виїжджає, немає лікарень і шкіл, які хочеться відвідувати». Таким чином, Литвиненко намагався заперечити сепаратистський характер свого руху, дезавуювати заяви про референдум щодо виходу краю зі складу України.
Сепаратистська «Республіка Буджак» викликала засудження як з боку уряду України, так й з боку уряду Молдови. Так, 16 листопада 2015 року в аеропорту Кишинева спецслужби Молдови затримали жителя Владивостока, громадянина РФ Максима Степанюка, якого правоохоронні органи Молдови підозрювали в причетності до створення антидержавницького руху «Республіка Буджак». Степанюк Максим збирався покинути Молдову, куди, за словами батька, приїхав погостювати і побачитися з друзями. Журналісти називають 26-річного владивостокця вербувальником і вказують на його причетність до організації «Республіка Буджак» — сепаратистського антидержавницького руху. Слідство вважає, що чоловік вербував прихильників через Мережу. «Близько 30 осіб з Молдови він зібрав для того, щоб ті займалися пропагандою і формуванням громадської думки про цю Республіку Буджак. Багатьох з них ми вже встановили, частину ще належить знайти і допитати», — заявив генпрокурор Молдови Артур Сирку. Він також повідомив, що затриманий є уродженцем Придністров'я, який приїхав з Росії і близько місяця перебував у себе на батьківщині — в м. Бендери (Придністров'я).
Степанюк був депортований з Молдови, назвавши кураторів проекту «Республіка Буджак». Згідно відео-визнанням Степанюка, в проекті «Республіка Буджак» фігурують Дмитро Соїн, колишній співробітник придністровських спецслужб (зокрема, МДБ ПМР), який на даний момент живе в Москві і керує сайтом tiras.ru, та московський політолог Микита Комаров, експерт російських центрів, залучених у «м'якій силі» для Республіки Молдова, а також лідери фан-клубу «Спартак» (Москва).

### Плани на відокремлення
За інформацією ЗМІ, на квітень 2015 року був спланований сепаратистський заколот, першим етапом якого мав бути конгрес з проголошення «Бессарабської республіки». Надалі сепаратисти після проголошення «республіки» мали підірвати 2 мости (в Затоці та в селі Маяки), і таким чином унеможливити опір України.
Потім планувалось ввести війська з Гагаузії і Придністров'я і повністю дестабілізувати ситуацію у області та відокремити Бессарабію від України.

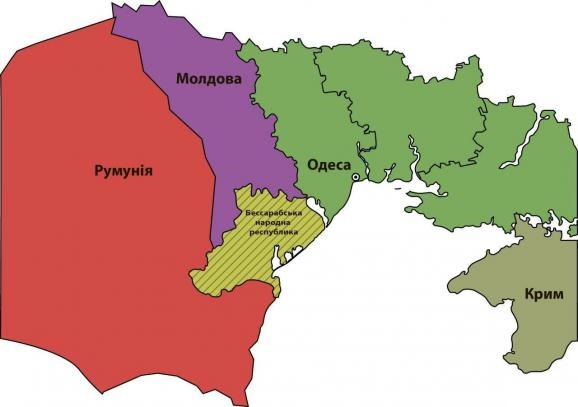
Карта «Бессарабської Народної Республіки»

Водночас, поки Україна відволікалась би на розв'язання цієї проблеми, так зване «православне козацтво» в Одесі захопило б адмінбудівлі і проголосило «Одеську Народну Республіку» (яке до легальних церковних структур жодного стосунку не мало).
Як писало одеське видання «Думская», одним зі способів дестабілізації ситуації «Народною радою Бессарабії» могли стати політичні вбивства (зокрема, нардепа Олексія Гончаренка). Проте, за словами голови СБУ Василя Грицака всі плани сепаратистів було зірвано.

## Ліквідація
Голова СБУ Василь Грицак заявив, що керував проектом «Бессарабія» напряму з Москви Інал Ардзінба — заступник радника президента РФ Путіна Владислава Суркова і син бойовика Бату Ардзінба, що воював в Абхазії проти Грузії. Голова СБУ Василь Грицак в липні 2015 року називав Ардзінба куратором створення «Бессарабської народної республіки» на території Одеської області. Про причетність Суркова і Ардзінба до терористичних актів в Україні заявляв раніше і екс-голова СБУ Валентин Наливайченко. Саме з ним напряму контактували сепаратисти Гліщинська і Діденко.
Очільник СБУ також розповів, що 8-9 квітня 2015 року, перед Пасхою, його відомство буквально запобігло відкриттю другого фронту для української армії. Деталі плану операції силовиків знали лише президент і начальник Генштабу. Навіть тодішній очільник Служби безпеки Валентин Наливайченко не був в курсі. У ній брало участь 150 співробітників «Альфи» з різних областей. Для начальника Одеського УСБУ Сергія Батракова ця операція також стала несподіванкою.
У результаті спецоперації лише за перший день було затримано 30 осіб, вилучено багато документів. Потім дещо пізніше пройшли другий і третій етапи «чистки» (завершена станом на 1 травня 2015 року). Наприкінці квітня Служба безпеки України (СБУ) затримала в Одесі в рамках застережних заходів перед травневими святами 12 осіб, у яких зберігалася друкована продукція сепаратистського змісту. Громадяни України Бузіла Артем Ігорович та Гліщинська Олена Анатоліївна стали підозрюваними у кримінальному провадженні за ч.1 ст.14 (готування злочину) та ч.2 ст. 110 (посягання на територіальну цілісність і недоторканність України)
У червні 2015 року СБУ повністю ліквідувала незаконну організацію і затримала її членів. У силових відомствах впевнені, що проект відокремлення Бессарабії та Одещини в цілому розглядався російською владою як ймовірний план Путіна по з'єднанню «ЛНР/ДНР», Криму та Придністров'я спільним кордоном. Основними ватажками угрупування виявилися Артем Бузила, Віталій Діденко та Олена Гліщинська. Остання була затримана після другого форуму «Народної ради Бессарабії», який відбувся 29 квітня 2015 року в ресторані «Монте Крісто» в спальному районі Одеси — за його організацію також відповідав редактор видання «Насправді» Артем Бузила, який також потрапив у СІЗО. За словами джерел в спецслужбі, після форуму автомобіль і особистий телефон Гліщинської був оглянутий.

## Розслідування та суди
Київський районний суд Одеси 15 жовтня 2015 року визнав винним у підготовці повалення конституційного ладу і незаконному зберіганні зброї главу так званого "Одеського козацького округу Всеукраїнської громадської організації «Православне козацтво» Анатолія Коломийцева, який, отримавши гроші від росіян, планував сепаратистський озброєний бунт на території області. Чоловік пішов на угоду зі слідством, видавши інших організаторів та подільників, за що суд поставився до нього вкрай гуманно: Коломийцева засудили на 5 років позбавлення волі, замінивши покарання трирічним випробувальним терміном. Коломийцев був звільнений в залі суду.
За його справою проходили «верховний отаман» Луценко Олександр Георгійович (голова Всеукраїнської громадської організації «Православне козацтво»), Назлимов Віталій Афанасійович та Махненко Ігор Григорович. Вони звинувачувалися в тому, що в 2015 році планували захопити владу в Одеському регіоні і фізично усунути ряд місцевих громадсько-політичних діячів: Сергія Гуцалюка, Марка Гордієнка і народного депутата від Блоку Петра Порошенка Олексія Гончаренка. Удовенко Ігор Васильович, в свою чергу, підозрювався українським правосуддям в організації серії вибухів в Одесі в 2014—2015 роках. Що стосується Костянтина Дяченко, то він був засуджений за підрив залізничних шляхів в Одесі та області в липні 2015 року. У зв'язку з визнавальними свідченнями він був засуджений до 5 років колонії. У той же час Костянтин Калашников звинувався в тому ж злочині, що і Дяченко, однак поки що він не визнав свою провину.
Був засуджений рідний брат депутата міськради Дмитро Череп — він отримав два роки умовно. Також були винесені вироки колишньому главі комітету афганців Олександру Луценко, учасникам сепаратистського підпілля Віталію Назаренко, Олександру Шеламову. До суду притягалися та зазнали арешту Янковський Ігор Юрійович, Жуковський Віктор Костянтинович, Черин Дмитро Миколайович, Шевцов Олександр Євгенович, Подмазко Євген Сергійович, та перекладачка Фотьєва Катерина Йорданівна, 1979 року народження (затримана 22 квітня 2015 року, звинувачується у справі «підривників волонтерських центрів» в Одесі).
Основними ватажками Бессарабської народної ради виявилися Артем Бузила, Віталій Діденко та Олена Гліщинська. Остання була затримана після другого форуму «Народної ради Бессарабії», який відбувся 29 квітня 2015 року в ресторані «Монте Крісто» в спальному районі Одеси — за його організацію також відповідав редактор видання «Насправді» Артем Бузила, який також потрапив у СІЗО. За словами джерел в спецслужбі, після форуму автомобіль і особистий телефон Гліщинської був оглянутий.
В особистому листуванні жінки виявили спілкування із замовниками з Москви. Пізніше було встановлено, що Гліщинська разом зі своїм безпосереднім патроном — депутатом Барвіненко побували в Москві, де отримали вказівки та інструкції. Гліщинська отримала завдання — підготувати громадську платформу до фактичного відділення Бессарабії від Одеської області.
Замінити журналістку в цій ролі повинен був Бузила Артем Ігорович, головний редактор інтернет-видання «Взаправду», рішенням Суворовського районного суду міста Одеси від 26 жовтня 2015 року засуджений на 3 роки і 8 місяців обмеження волі за частиною другою статті 110 («Посягання на територіальну цілісність і недоторканність України») Кримінального кодексу України. Був модератором установчої конференції. Під час обшуку в нього були виявлени чеки на отримання готівки в «Ощадбанку Росії» на загальну суму близько 400 тисяч гривень. Відбував покарання в Одеському СІЗО № 21. Відповідно до Закону України № 3413 «Про вдосконалення порядку зарахування судом попереднього ув'язнення в строк покарання» (набрав чинності 23.12.2015) суди можуть враховувати засудженим кожен день, проведений в СІЗО, за два дня відбуття покарання. Рішенням Суворовського районного суду від 1 березня 2016 дана норма поширилась на справу Бузили. Бузіла вийшов на свободу за «Законом Савченко» і одразу покинув територію України.
Діденко Віталій Ігорович був головним редактором інтернет-видання «Информационный центр», котре належало організатору одеського «Антимайдану» Антону Давидченку, та яким раніше керував Євген Анохін — сепаратист, який був затриманий в жовтні 2014 року. Його підозрювали в пособництві терористам. Однак незабаром його обміняли на взятих у заручники в зоні АТО українських військових. Діденко і сам був активним учасником подій на Куликовому полі в Одесі, де був наметовий табір «Антимайдану». Підпорядкований йому сайт активно висвітлював всі події, організовані «Народною радою Бессарабії», зокрема обрання «народного коменданта».
Діденка звинуватили за ст. 110 ч. 2. «Фінансування сепаратистських рухів», а також за організацію і участь у створенні «Бессарабської народної ради». Під час арешту співробітниками СБУ 27 квітня 2015 року Діденко намагався втекти і вистрибнув із третього поверху, отримавши кілька переломів. Під час обшуку в нього знайшли кокаїн та сім з половиною тисяч доларів. Хоча він тоді пояснював, що наркотики не його. Діденко погодився співпрацювати зі слідством, визнав свою провину. Рішенням Суворовського районного суду міста Одеси від 8 вересня 2015 року засуджений на 3 роки обмеження волі за частиною другою статті 110 Кримінального кодексу України. Організатор установчої конференції. Відбував покарання в «Городоцькому виправному центрі» (село Городок, Рівненська область).
14 червня 2016 року його помилував Президент України. Того ж дня на українців Юрія Солошенка та Геннадія Афанасьєва було обміняно не лише Діденка, але й Олену Гліщинську.
Гліщинська Олена Анатоліївна, редакторка телеканалу «Бессарабия-ТВ» та директор телерадіокомпанії «Свободная волна», була звинувачена за частиною другою статті 110 та частини першої статті 111 («Державна зрада») Кримінального кодексу України (загрожує від 12 до 15 років позбавлення волі). Перебуваючи в СІЗО, Олена Гліщинська завагітніла і 27 квітня 2016 року народила сина Нікіту. Також вона утримувала ще двох дітей та батька-інваліда, що було пом'якшувальною обставиною в її справі. В обвинувальному акті стверджувалося, що Гліщинська повинна була поширювати через ЗМІ ідеї про надання Бессарабії особливого статусу, створення національного парламенту Бессарабії та прийняття суспільством Бессарабії рішення про участь в мобілізації. На вирок в Україні Гліщинська так і не дочекалася. 13 червня суд скасував їй запобіжний захід у вигляді тримання під вартою, а зранку 14 червня вона була доставлена в аеропорт «Гостомель» для відправки до Росії.
Сергій Загорюк — четвертий фігурант у справі «бессарабських сепаратистів». Його, як і інших, затримали 29 квітня 2015 напередодні першої річниці подій 2 травня. СБУ підозрювала, що фігуранти «відокремлення Бессарабії» планували диверсії на річницю трагічних подій в Одесі. Загорюка звинувачували в тому, що з березня по квітень 2015-го року він створював всі умови для відділення південних районів одеської області та подальшого проголошення республіки «Бессарабія». Теж був засуджений за ст. 110 «Посягання на територіальну цілісність і недоторканність України». Загорюк погодився співпрацювати зі слідством, визнав свою провину і дав свідчення проти трьох інших фігурантів справи. 23 червня 2015 року Приморський районний суд Одеси присудив йому три роки випробувального терміну і Сергій Загорюк вийшов на свободу.
Як заявила про Діденка та Гліщинську експерт Ганна Шелест: «Ну справді про них говорять зараз в Росії, що от вони були журналістами, але якими вони журналістами були? Ну, от Діденко дійсно ходив на всі ці заходи „Антимайдану“, писав для їхнього сайту, ніхто цей сайт не читав. А от з пані Гліщинською там ситуація складніша. Є інформація, що вона дійсно співпрацювала з Придністровською стороною або з тими, хто через Придністров'я працював, що вона отримувала гроші на певні дії. Вона звісно не була лідером, вона була одним з акторів у цій схемі, одним з облич, навіть не першим».
Активну роль у тому, що не вдалося створити «Бессарабську народну раду», відіграла СБУ, зокрема Батраков Сергій Олексійович — генерал-майор, тогочасний начальник Управління Служби безпеки України в Одеській області (з 5 серпня 2014 року по 3 травня 2017 року).